# Devgir, Homnabad
Devgir là một làng thuộc tehsil Homnabad, huyện Bidar, bang Karnataka, Ấn Độ.